# Ordre de Fontevraud
L'ordre de Fontevraud était un ordre monastique successivement protégé par les Plantagenêts et puis par la maison capétienne de Bourbon a été fondé en 1101 par Robert d'Arbrissel lors de la création de l'abbaye de Fontevraud située sur le territoire de la commune de Fontevraud-l'Abbaye (Maine-et-Loire). En principe le monastère de l'ordre de Fontevraud est un monastère double, un monastère de femmes et un monastère d'hommes, voisins mais séparés. Il y eut naturellement des exceptions. Le temps passant ce caractère double cessa d'être la règle au début du XVe siècle.

## Des spécificités marquantes de l'ordre
Moins influent, moins puissant mais plus prestigieux et plus riche que ses homologues clunisiens ou cisterciens, l'ordre de Fontevraud suit,la règle de Saint-Benoît avec quelques constitutions particulières du fondateur. Fontevrault est un bourg du département de Maine-et-Loire dont les membres faisaient suivre leur nom des initiales O.R.F. est un ordre Propre, d'inspiration bénédictine. La BNF lui a consacré dans ses collections une importante documentation.

### Les fondateurs

#### Robert d'Arbrissel
L’ordre de Fontevraud a été fondé en 1101 par Robert d'Arbrissel (1045-1116),. L'abbaye royale, chef d'ordre, est aujourd'hui le plus grand ensemble monastique d'Occident subsistant, intéressant sur le plan religieux aussi bien que touristique,. Si la vie de Robert d'Arbrissel suscita bien des interrogations, « sa mort soulève plus encore d'incertitudes ».
L’année 2016 a été celle du 9e centenaire de la mort de Robert d'Arbrissel. C'est aussi l'année où prit place une table ronde sur les rapports de Robert d'Arbrissel et l'érémitisme, un des rares, le seul ?, fondateur d’ordre monastique à n’avoir jamais été canonisé. La cause de ce traitement spécifique est peut-être due à la méthode particulière qu’il avait de lutter contre les tentations d’impureté en passant ses nuits parmi les femmes. Cette ascèse porte le nom de syneisaktisme. « Pour ôter toute trace de scandale, Robert d'Arbrissel sépare les hommes des femmes. Il les répartit en quatre prieurés : Le Grand-Moûtier Sainte-Marie pour les Vierges, La Madeleine pour les autres femmes, Saint-Lazare pour les lépreux et Saint-Jean-de-l’Habitation pour les hommes »,,,

#### Hersende de Champagne
(1060, † 1er décembre 1114). Hersende de Champagne peut être considérée, elle aussi, comme cofondatrice puisqu'elle a pérennisé les intuitions de Robert d'Arbrissel. Hersende serait également, d'après des recherches récentes, la mère d'Héloïse (abbesse), femme et amante d'Abélard.

#### Pétronille de Chemillé
Pétronille de Chemillé morte en 1149 première Abbesse de l'abbaye de Fontevraud.

### L’Abbaye royale de Fontevraud, jadis centre de la vie monastique fontevriste
L’abbaye royale de Fontevraud est le plus grand ensemble monastique subsistant en Occident, quand bien même il n'y subsisterait plus aucune vie religieuse. Assez paradoxalement, ce fût sa transformation en Centre pénitentiaire par décret de Napoléon Ier du 8 octobre 1804 qui lui évita d’être transformé en carrières de pierres comme l'abbaye d'Homblières (02720), l'abbaye de Quincy (89430-Tanlay), l'abbaye Saint-Pierre de Maillezais (85420), l'abbaye de Montmajour, l’abbaye de Cluny (71250), entre autres. 

#### La Cour du dehors

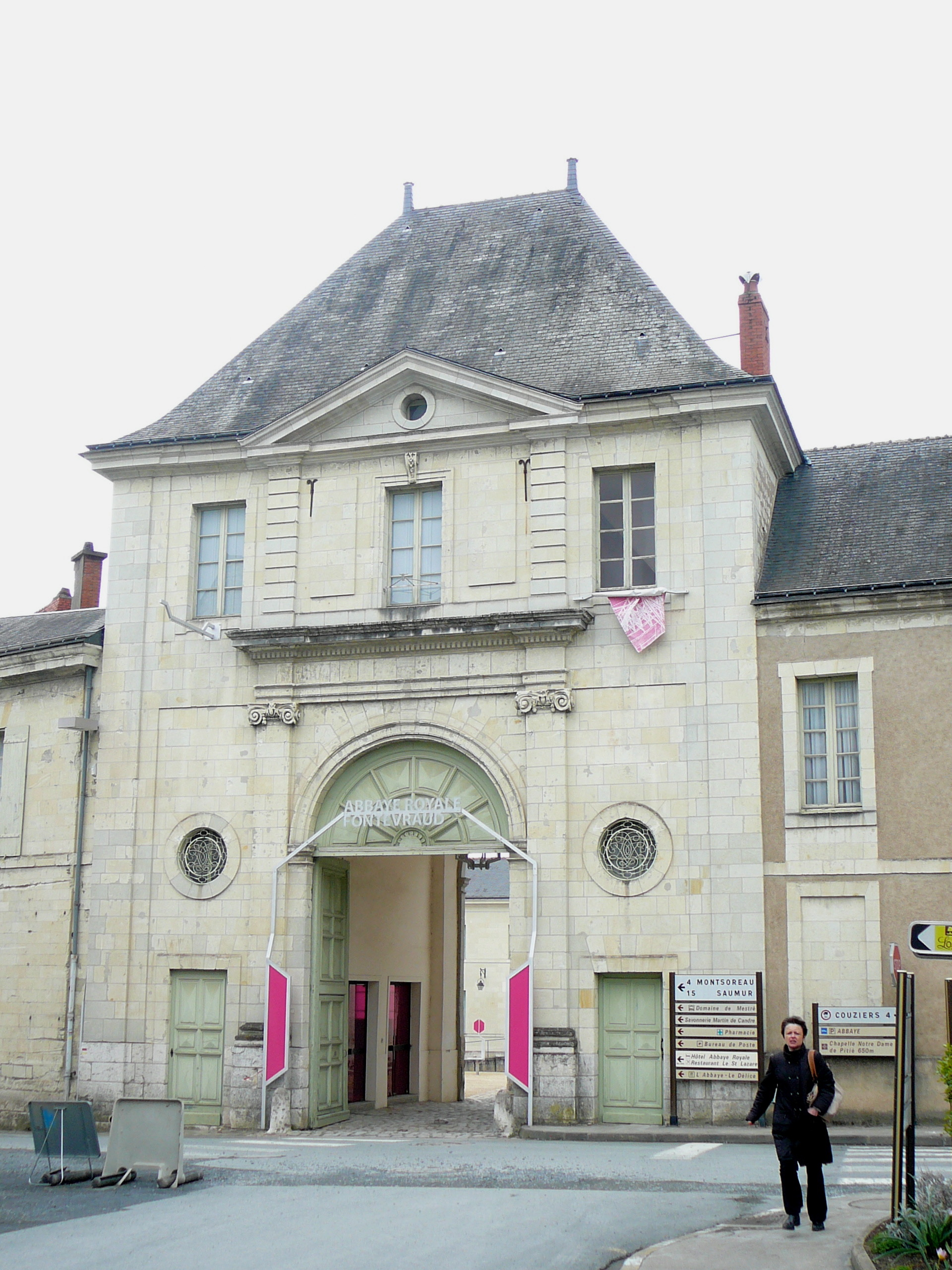
Le portail d'accès à l'Abbaye royale de Fontevraud

Venant de la place des Plantagenêts (appellation contemporaine) et une fois passé le majestueux portail d’entrée de l’Abbaye royale appelé « Athanasis » ou « de l'immortalité » s’offre aux regards la Cour d’honneur plus communément nommée jusqu’à la fin du XVIIIe siècle « cour du dehors » en ce qu’elle se situait en dehors de la Clôture religieuse ou clôture monastique avec comme bâtiments évoquant la vie monastique et de gauche à droite :
- La fanerie (dont le nom vient de foin) où l’on stockait le fourrage pour les chevaux et les attelages de l’Abbesse (carrosses et écuries, sans oublier le logement des palefreniers). Elle sert aujourd'hui de cadre au musée d'art moderne[17] en abritant le don des époux Cligman.
- La cour des fours (boulangerie) un peu à l’écart pour éviter tout risque d’incendie.
- Le logis de l’Abbesse (palais abbatial) situé à l'extrémité d'une étroite cour guère mis en valeur aujourd'hui et dont il est impossible d'avoir une vue d'ensemble.
- Le logis Bourbon construit par Eléonore de Bourbon, tante d’Henri IV - 29e Abbesse - où résidèrent "Mesdames", Victoire, Sophie, Thérèse et Louise, les quatre dernières filles de Louis XV – âgées de 5 ans à 11 mois – pendant le long séjour qu’elles firent de 1738 à 1750, volontairement loin de la Cour et de la mauvaise influence qu'elles auraient pû y trouver.

#### Le Grand Moûtier
L'Abbatiale est la partie le plus prestigieuse de l'abbaye royale au contraste fort entre le chœur et le transept d’une grande simplicité élevés par la Grande Prieure Hersende de Champagne (1060-1114) sous Robert d'Arbrissel et la nef à coupoles très ornementée, construite après sa mort sous le même Robert d'Arbrissel. 
La nef élevée après la mort de Robert d'Arbrissel, sans doute vers 11118-20 dut être achevée vers 1130. Par ses abondantes sculptures elle contraste vivement avec le classicisme français du chœur et du transept auquel elle a été rattachée après coup de façon inélégante.
Doivent être ajoutées au nombre des constructions monastiques le réfectoire, les dortoirs, le cloître (XVIe) avec la salle capitulaire et la cuisine fumoir.

#### Infirmeries Saint-Benoît
La chapelle privée de la communauté de moniales et les infirmeries Saint–Benoît toutes deux placées sous le patronage de Saint Benoît car l'ordre de Fontevraud a été conçu comme un rameau de l'ordre de Saint-Benoit appelé également l’ordre Bénédictin.

#### Le prieuré Saint Lazare

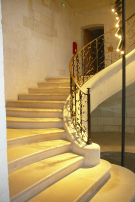
Le grand escalier du prieuré

Dédié initialement à l’accueil des malades atteints de la lèpre et des religieuses qui en avaient la charge et, pour ce faire, doté de tous les éléments nécessaires à la vie monastique (chapelle, cloître avec salle capitulaire, réfectoire, dortoir), le Prieuré Saint-Lazare à l'escalier majestueux abrite aujourd'hui les structures hôtelières et de restauration de l’abbaye royale.

#### Le prieuré de la Madeleine
Ce prieuré était statutairement dévolu à l’accueil des pénitentes en voie de conversion que Robert d’Arbrissel avait résolu d'arracher à leur vie dissolue.
Ce prieuré est celui de toute l'abbaye royale, hors le Prieuré Saint-Jean de l’Habit, qui a le plus souffert de la transformation de l'Abbaye en prison. Pour autant, d'importantes fouilles archéologiques ont pu y être conduites.

#### Le prieuré Saint Jean-de-L'Habit
Le prieuré Saint-Jean de l’Habit dont le nom - sans aucun rapport avec le vêtement monastique - renvoie expressément à la dernière scène de la vie terrestre du Christ. Ce prieuré était situé au nord-est de l’enceinte abbatiale proprement dite. Il était relié à elle par une allée d'ormes champêtres. Le tableau de François-Roger de Gaignières donne encore aujourd’hui de ce prieuré dominant assez nettement l’enceinte abbatiale - intégralement détruit depuis- et implanté à l’emplacement actuel du cimetière du bourg, une image nostalgique. Le prieuré Saint–Jean de l’Habit de Fontevraud, à l’imitation des dispositions initialement prévues pour l’ensemble des implantations fontevristes, constituait le prieuré masculin de l’abbaye royale de Fontevraud. Les moines prêtres qui y résident et qui sont dispensateurs des sacrements aux moniales de l’ensemble du site fontevriste sont soumis à la Règle de saint Augustin.

#### Aux alentours de la clôture
Les édifices qui suivent ont deux points communs. Ils sont situés en dehors de la clôture de l'abbaye Notre-Dame de Fontevraud. Ils ne sont pas pour autant sans lien avec l’ensemble abbatial et par conséquent avec l’Ordre de Fontevraud
- L’hospice de Madame de Montespan

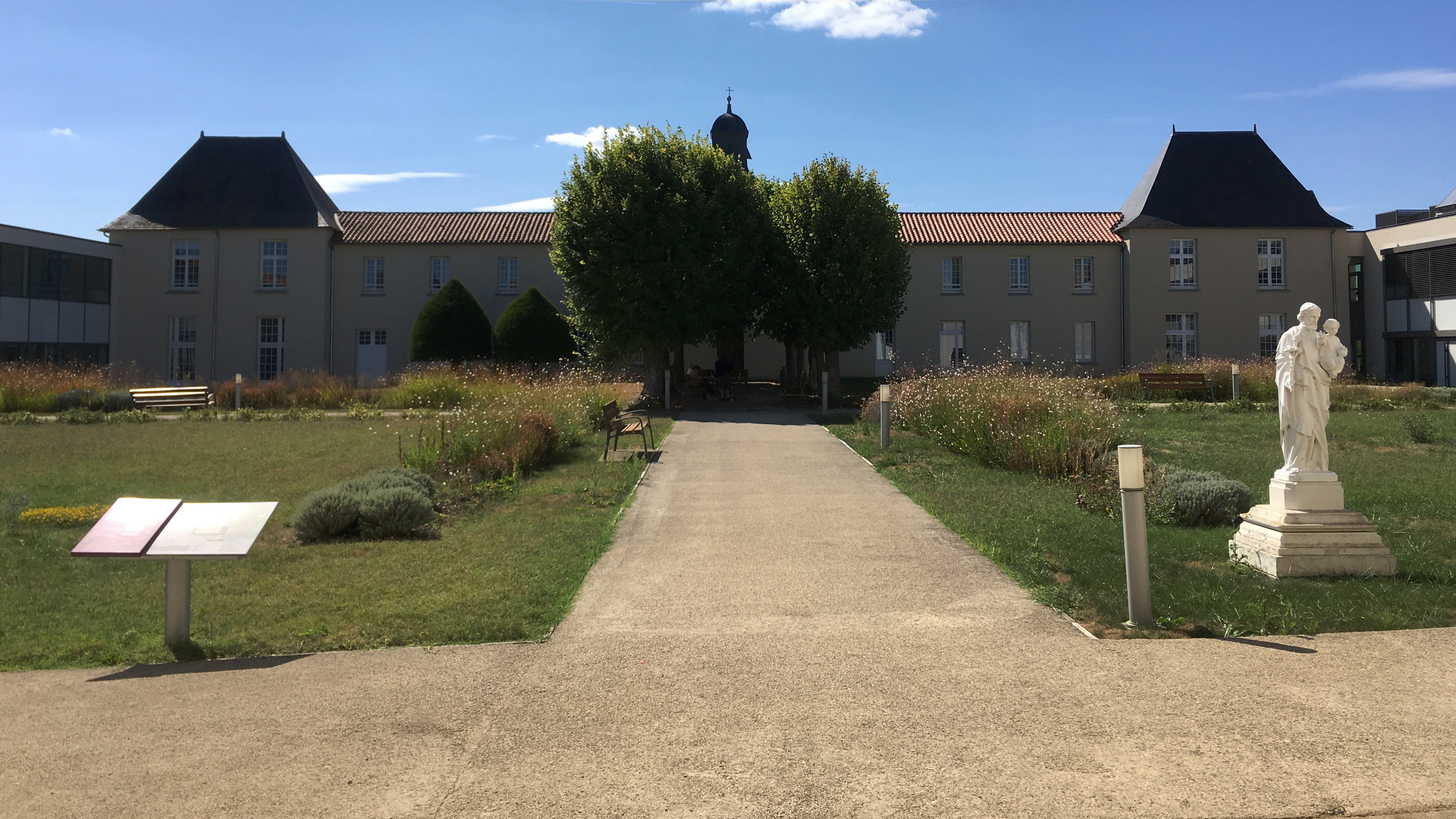
EHPAD d'Oiron. Le pavillon du fond date de Madame de Montespan.

Institué sur son ordre pour accueillir une centaine d’indigents, il ne subsiste encore aujourd’hui de l’hospice de la Sainte famille qu’un porche majestueux portant l'inscription Le jour de St Bernard 1687, Madame de Montespan estant ici, a fait commencer ce bastiment et le mesme jour de St Bernard 1689, estant venue voir sa sœur, elle a fait présent de cet ermitage à la communauté et l’a accompagné d’une loterie. et quelques constructions englobées dans un pâté de maisons. Le porche en question est visible dans la partie gauche du tableau. Cet hospice ne survécut pas à son départ, pour se rapprocher du seul fils légitime qu’elle avait eu avec son mari Louis-Antoine de Pardaillan de Gondrin, pour le Château d'Oiron. Le bourg d'Oiron où, encore aujourd’hui l’EHPAD Résidence l'Orée des Bois témoigne de son illustre fondatrice tant par son adresse, 28 rue Madame de Montespan, que par son pavillon central rescapé des aménagements successifs.
- Les pigeonniers ou colombiers

Connus aujourd’hui sous l’intitulé de pigeonniers de l’hospice. Ces vastes bâtiments percés de boulins dans leur partie supérieure ont abrité à partir du XVIIe siècle les équipages tant de l’Abbesse que de ses visiteurs. Ils ont été particulièrement utilisés lors du séjour des filles cadettes de Louis XV en l’Abbaye. Ils ont pu aussi servir de refuge à des nécessiteux.

### Les abbesses
Les études consacrées à l'ordre de Fontevraud ont permis d'établir la liste des abbesses de Fontevraud.
Trente-six abbesses dont cinq issues de la Maison capétienne de Bourbon, ont dirigé cet ordre de 1115 à 1792,,. Le destin contrasté de trois abbesses d’époques très différentes ne pouvait manquer d’intéresser autant les chercheurs que les romanciers et ce d'ailleurs dans une optique d'ailleurs un peu plus large.
- La trente-et-unième d’entre elles Jeanne-Baptiste de Bourbon[29], fille légitimée d'Henri IV, roi de France, s'octroya le titre de Chef et Générale de l'abbaye et de l'Ordre de Fontevraud[30],[31],[APF 3].
- Marie-Madeleine de Rochechouart, trente-deuxième abbesse, aurait reçu de Louis XIV le qualificatif élogieux de « perle des Abbesses » pendant que Saint-Simon parle lui de « reine des Abbesses »[32].
- Marie-Louise de Thimbrune de Valence[33], avant dernière abbesse (35e) de l’ordre, eut le funeste privilège de prophétiser dans la nuit du 6 au 7 mai 1765 les dramatiques événements de la Révolution. Ceux-ci, un peu moins de trente ans plus tard, allaient fondre sur l’abbaye royale comme sur ses autres sœurs monastiques. Peut-être trouve-t-on un écho de ces profanations dans le dialogue des Carmélites de Georges Bernanos lui-même inspiré de « La dernière à l’échafaud » de Gertud Von Le Fort, dialogue des Carmélites. Deuxième tableau. Scène IX. La prieure Mère Henriette de Jésus « je viens de vois notre chapelle vide et profanée. -oh!oh!- l’autel fendu en deux, les vases sacrés jonchant le sol, de la paille et du sang sur les dalles… -Oh! Oh! Dieu nous délaisse ! Dieu nous renonce!»[DOMF 7]

Le plus étonnant dans ces événements est qu’une des carmélites du même monastère de Compiègne, sœur Élisabeth-Baptiste, avait elle aussi été « favorisée » à la fin du XVIIe siècle par une vision du même genre vision qui reste pour l’histoire la première de ce genre.
- Julie-Sophie-Gillette de Pardaillan de Gondrin de Montespan d'Antin[34], 36e et dernière abbesse de l’ordre connut une destinée tragique. Celle- ci ayant été contrainte, déguisée en paysanne, de fuir l'Abbaye le 30 septembre 1792 trouva refuge pour une nuit dans le logis de Jallanges à Fontevraud[35] mourant dans la misère après une longue errance, son dernier domicile étant 131 rue du Four à Paris, à l’hôtel-Dieu le 25 octobre 1797.

Le 15 janvier 1791, en application du décret du 14 octobre 1790, le nouveau maire du bourg de Fontevrault, Serrin informa les religieuses du remplacement des titres d’abbesse et de grande prieure par ceux de supérieure et d’économe. Une des caractéristiques majeures de l'ordre disparaissait ainsi. Ces nouveaux intitulés faisaient en effet subir à la Grande Prieure -surtout- une deminutio capitis (Diminution de sa capacité d’origine) tant les fonctions de Grande Prieure dont la durée variait entre trois et dix ans et qui n’existaient qu’à l’abbaye, allaient être restreintes par ce nouveau statut sans oublier qu'à la mort de l’Abbesse, elle assurait l’intérim.

### Un ordre monastique initialement ouvert aux femmes et aux hommes
Telle était l’intuition initiale de Robert d’Arbrissel. Ce concept de monastère double n’est pas inconnu en Occident. De même que placer des moines, comme les moniales, sous l’autorité d’une abbesse comme le fit Robert d’Arbrissel - même si ce n’est pas très fréquent, voir ainsi l’ordre fondé par Gilbert de Sempringham (Lincolnshire) - n’est pas une caractéristique exclusive de l’ordre de Fontevraud. Ainsi en était-il aussi, par exemple, de l'abbaye de Nivelles. Cette primauté féminine – et qui n’était pas que d’honneur- se heurta d’ailleurs non seulement aux réticences masculines mais également à la raréfaction de leurs vocations monastiques. Dès 1139, le deuxième concile du Latran se montre peu favorable au concept de monastère double. Pour autant les monastères fontevristes restèrent doubles jusqu’au début du XVe siècle. Pour autant, le XVIIe siècle vit la floraison d'un grand nombre d'ordres nouveaux au recrutement exclusivement féminin " La Visitation, les Ursulines, Les Filles de la Charité, de la Providence, de l'Union chrétienne, de Notre-Dame, de l'Enfant-Jésus, de Saint-Joseph, de Sainte-Marthe, les Augustines, les Calvairiennes".

### L'exemple d’une liturgie fontevriste: Le graduel de Fontevraud
Le graduel d’Aliénor de Bretagne dit graduel de Fontevraud, conservé à la Bibliothèque francophone multimédia de Limoges se présente sous la forme d’un codex de trois cent cinq folios de petites dimensions… Un graduel est un recueil de chants religieux destiné à être exécuté pendant la liturgie de la messe. Il s’oppose ainsi à l’antiphonaire qui est dédié au répertoire des offices. Dans notre manuscrit, le temporal et le sanctoral sont mêlés. L'année liturgique commence avec le premier dimanche de l'Avent et se termine avec la fête de Saint André, le 30 novembre,.

### Le séminaire fléchois de Bourbon-Lavedan dit aussi le petit Fontevraud
En 1614, la formation (théologie, philosophie) des religieux novices de l’ordre de Fontevraud est effectuée par un bénédictin anglais et par des pères jésuites à la Flèche (72000). Cette implantation est pérennisée en 1619, année qui voit la 30e abbesse de Fontevraud Louise de Bourbon Lavedan fonder un séminaire à La Flèche pour que les moines de l’abbaye y viennent suivre l’enseignement des jésuites. Un bref du pape Paul V en date du 2 décembre 1621 confirmera cette fondation. Son premier supérieur sera le frère Montéage à qui furent confiés douze religieux étudiants. Pour autant un peu plus de trente ans plus tard, l’abbesse Jeanne-Baptiste de Bourbon entreprit une réforme complète de l’institution en adjoignant à ce monastère d’hommes un couvent de religieuses sur le modèle initial des implantations fontevristes. Ainsi naquit ce que l’archiviste Jean Lardier nomma le « Petit Fontevraud ». Agrandi en 1631 avec la reconstruction de l’aile orientale mais abandonnant sa fonction initiale dès 1642, l’enseignement des jeunes filles sous la houlette des religieuses fontevristes fut désormais sa fonction. Confisqué par la commune au titre de bien national (1793), l’ex séminaire fut vendu à un particulier aux fins d’habitation avant sa destruction en 1880. Il ne reste désormais quasiment rien de l’édifice auquel a succédé une école. Seule la petite rue Fontevrault, qui serpente au cœur de la vieille ville entre la Grande rue et le Loir, témoigne encore de cette institution originale. À noter qu’il a existé également à Londres un prieuré dit le "Petit Fontevrault".

### Dom Jean Lardier, premier archiviste de l’ordre de Fontevraud
- En 1637, l'abbesse Jeanne-Baptiste de Bourbon, 31e abbesse de l’ordre de Fontevraud a comme grand dessein d’obtenir la canonisation du fondateur de l’ordre qu’elle dirige, l’ermite Robert d'Arbrissel. L'un des anciens prieurs du monastère masculin Saint-Jean de l'Habit, sis à Fontevraud, dom Jean Lardier né à Châteaugontier (53200) le 25 novembre (ou décembre) 1601, reçu profès celui qui, après le noviciat, a prononcé les vœux par lesquels on s'engage dans un ordre religieux[43],[44]. Il subsiste encore heureusement aujourd’hui l’Inventaire des titres, en sept grands volumes manuscrits, rédigés de 1646 à 1658[44]. Ce chartrier de Fontevraud aussi nommé Thrésor de l'Ordre de Fontevraud[45] a donc été classé et inventorié avec le plus grand soin, de 1646 à 1658, par le père Lardier. Son travail se compose de neuf volumes in-folio, conservés dans les archives de Maine-et-Loire. Gaignières a fait, en 1699, un grand nombre d’extraits et de copies des titres de ce chartrier. Ils forment deux volumes in-folio, et appartiennent à la Bibliothèque impériale, ancien fonds latin, no 5480[46]
- La Sainte Famille de Fontevrault, toujours œuvre de Jean Lardier, contient l’histoire généalogique des personnes illustres, tant religieuses que fondatrices et bienfaitrices, dont les noms sont inscrits au martyrologe de Font-Evrault (1650). Il est conservé à la bibliothèque de Château-Gontier (53200), ms. 12. Malheureusement il n’en subsiste aujourd’hui que le 3e volume. Afin d’en faciliter la consultation, ce document a été microfilmé par les Archives départementales du Maine-et-Loire[47],[48].

## De la règle monastique fontevriste
Robert d'Arbrissel ayant préférentiellement édicté des « prescriptions brèves et impératives »,. Il incomba aux abbesses qui lui succédèrent de mettre en pratique deux règles « simultanées » : celle de saint Benoît pour les moniales et celle de saint Augustin au bénéfice des moines-prêtres. L’œuvre successive des quatre abbesses réformatrices de l’ordre (Marie de Bretagne, Renée de Bourbon, Louise de Bourbon, Éléonore de Bourbon) initialement adoptée en 1474 fut imprimée en 1642,.
Seule, l’Abbesse n’aurait pu réussir à réformer son Ordre et il en aurait été de même du Pape dont, pourtant l’Ordre dépendait directement, mais qui était bien loin. Il faut donc créditer du succès de l’opération, le pape, l’Abbesse et les commissaires (délégués ou subdélégués) envoyés par icelle. De façon synthétique, il est possible de considérer avec Jean de Viguerie que sans cette réforme la crise issue des guerres de religion aurait gravement perturbé le fonctionnement de l’Ordre.

## Approches de la spiritualité fontevriste
Moniales et moines prononçaient des vœux - ce qui n'est pas original - avant d'entrer dans l'Ordre fontevriste. Pour autant, voici un exemple manuscrit de ces vœux, ceux prononcés par Marie-Anne de Couhé avant d’intégrer le prieuré de La Puye.

### Une moniale commandant à des moines
La grande originalité - spécificité unique- de l’ordre autocéphale mixte de Fontevraud est d’avoir placé non seulement les moniales, bien entendu, mais aussi les moines (ordre double), sous l’autorité d’une femme : l’Abbesse. La source de cette soumission : les dernières paroles du Christ en croix qui constituent en même temps la devise de l’ordre : s’adressant à Marie : « Mère voici ton fils » et à saint Jean : « Fils, voici ta mère ». Et, dès ce moment, le disciple la prit chez lui. Évangile selon saint Jean, XIX. 26-27.

### Les sept offices quotidiennement suivis en commun par les fontevristes
À l’imitation de leurs parentes bénédictines, les fontevristes passent près de trois heures et demie en prières lors des heures canoniales. La religieuse de chœur - une contemplative - voue sa vie à Dieu, en suivant une liturgie quotidienne précise. Sa journée qui s'organise au rythme des offices religieux la fait ainsi participer successivement aux : 
- Matines durée d’une heure vers minuit,
- Laudes en principe à l’aurore[51],
- Prime à 6 heures à peu près trois quarts d’heure en comptant sa messe,
- Tierce à 8 heures et demie,
- Sexte et none entre midi et 15 heures (ces deux offices prenant place de trois heures en trois heures et durant en principe un quart d’heure chacun),
- Vêpres 15 heures,
- Complies au moment du coucher

Et comme il convenait que chaque moniale de la novice à l'Abbesse, Cheffe et Générale de l'Ordre, quel que soit l'endroit où elle se trouve (bâtiments conventuels, infirmerie…) puisse se joindre à la prière commune, chacune de ces « heures » comme d'ailleurs chacun des offices célébrés dans l'Abbaye donnaient leu à des sonneries de cloches spécifiques dont le détail a été conservé. 
Voici pour les prières récitées en commun mais l’oraison prière mentale sous forme d’oraison méditée fait aussi partie des pratiques religieuses fontevristes au XVIIe siècle.

### Le miracle du vendredi saint
Lorsqu’un morceau de bois se révéla être une parcelle de la vraie croix lors du vendredi saint 27 mars de l’année 1304, une moniale Marguerite de Chamblais ayant déclaré avoir reçu de sa mère un morceau de la Vraie Croix, il fut décidé, aux fins d’une authentification éventuelle, de le plonger dans un vase rempli d’eau bénite placé au préalable dans le chœur de l’abbatiale. L’eau ayant alors pris la couleur et la consistance du sang, l’abbesse Marguerite de Pocé fit venir un notaire, Jean dit Poter, de Thouars, clerc au diocèse de Poitiers qui consigna les déclarations concordantes de vingt témoins. Ainsi fit son entrée dans la liturgie fontevriste le « miracle de l’effusion du Saint Sang » dont la mémoire fut célébrée en l’abbaye royale jusqu’à la Révolution. Une « pancarte-parchemin » conservée aux archives départementales du Maine–et-Loire témoigne jusqu'à ce jour de la singularité de cet événement.

### La tentation protestante
L’ordre monastique de Fontevraud ne pouvait pas rester à l’écart des grandes controverses théologiques qui agitaient le siècle. C’est ainsi qu’« au XVIe siècle, le protestantisme gagne le Poitou et une partie de l’Anjou ». Saumur, à 15 km de Fontevraud, devient même une Place de sûreté protestante. Dès lors, les Abbesses de Fontevrault, Louise de Bourbon, 28e abbesse, membres de la famille royale, affrontent avec force les hérétiques, qu’elles considèrent comme redoutables, afin de protéger l’abbaye-mère et les prieurés de toute velléité de conversion.
Au XVIIe siècle au contraire, l’abbaye mère accueille de nouveaux convertis. Mais ce schéma ne vaut que pour la maison-mère, la situation des prieurés a été beaucoup plus difficile. L’histoire se souvient ainsi de la part que prit Jean Chandos, sénéchal du Poitou dans la ruine de deux d’entre eux. Les destructions de prieurés sont loin d’être limitées à ces deux exemples. Le prieuré de la Madeleine-les-Orléans connut même un aller et retour entre calvinisme et catholicisme.

### La dévotion aux10 000martyrs
Octobre 1565. Le miracle des 10 000 martyrs. Référence à 10 000 soldats de la Légion thébaine crucifiés pour leur foi sur le mont Ararat (Arménie) en l’an 120.
Louis de Bourbon, prince de Condé neveu de Charles IX et chef du parti protestant lors de ces guerres de religion vint assiéger l’abbaye royale. C’est alors qu’ils s‘apprêtaient à submerger les défenseurs de l’Abbaye qu’apparurent sur ses remparts les 10 000 martyrs auxquels l’abbesse Louise de Bourbon, 28e abbesse de l’ordre, vouait une dévotion particulière. Ce renfort « céleste » contraignit ipso facto les assaillants à lever le siège et un tableau fut même réalisé en souvenir de l'attaque de l'abbaye par les huguenots.

### Une mystique fontevriste: Jeanne Absolu
Née au milieu du XVIe siècle, rappelée à Dieu au prieuré fontevriste des Hautes-bruyères (78690 Saint-Rémy-l’Honoré) en 1637, sa devise résume toute sa vie « Un Dieu et rien de plus » ; son mot d’ordre ne dit pas autre chose « Quittons le rien, suivons le Tout »,.

## Les visiteurs de l'ordre
Un visiteur ou vicaire général et parfois aussi Visiteur profès est un religieux d’expérience parfois issu – et quelquefois même prieur - du prieuré Saint-Jean de l’Habit de l’abbaye royale, que les abbesses connaissaient sans doute préférentiellement. Nommé par celle-ci pour un mandat de trois ans, cet envoyé spécial de l'Abbesse a pour charge de vérifier l'application de la Règle et des ordonnances fondatrices en sanctionnant si nécessaire les autorités priorales. Un bref du pape Innocent X, en fonda à partir de 1647, en institua quatre (au lieu de deux - chiffre de 1642 -), d'où les Provinces fontevristes de France (au nord), d'Auvergne (au centre), de Gascogne (au sud) et de Bretagne (à l’ouest). Pour en savoir plus sur les visiteurs de l'ordre. Pendant leur mandat, ils ont à charge de visiter les prieurés de leur circonscription à deux reprises et de faire parvenir à l’Abbesse un procès-verbal.
Les visiteurs peuvent aussi exercer des fonctions judiciaires. Ainsi en fut-il de celui envoyé par l’abbesse Louise-Françoise de Rochechouart au prieuré du Paravis (47230 Feugarolles) qui condamna, alors que la justice séculière avait cru pouvoir se saisir de l’affaire, une religieuse converse Grassiane Dubos, convaincue d’avoir mis le feu à son couvent.
Les visiteurs servent aussi classiquement de relais entre l’Abbesse et les prieur(e)s. En 1758, le révérend père Cosnard, religieux de Fontevrault et visiteur de la province de Bretagne reçut ainsi la démission de la prieure de Guesnes, Marie-Rose de la Ferre, démission d’ailleurs refusée in fine par l’abbesse Marie-Louise Thimbrune de Valence (1753-1765).
Parmi les visiteurs retenons Cantien Hue, le RP Dom Gabriel de Sainte-Marie, Guillaume Richer de Monthéard, Jean Moreau et Jean Lardier. (Voir plus haut Dom Jean Lardier, premier archiviste de l’ordre de Fontevraud). Patricia Lusseau donne une liste de neuf visiteurs apostoliques en poste au XVIIe siècle une liste de onze vicaires généraux, répartis par province, en poste de 1618 à 1773.

## Vêture des moniales et des moines
- L'habit des femmes consistait en une robe blanche, une cuculle noire, un surplis blanc et une ceinture de laine noire. En prononçant leurs vœux, les hommes et les femmes promettaient stabilité, conversion de mœurs, chasteté pure, pauvreté nue et obéissance.
- L'habit des hommes consistait en une robe noire, une chape, un chaperon ou grand capuce, auquel étaient attachées par-derrière et par-devant deux petites pièces de drap nommées roberts.

## Implantations fontevristes ayant eu un temps -ou non- la qualification de prieurés fontevristes
Autour des prieurés fontevristes, des granges qui peuvent être rapprochées de leurs homologues cisterciennes. 
Ainsi à Orléans, également nommé « Saint-Jullian-le-Pouvre-lez-Orlians », c’est dès un acte de donation du 15 février 1225 qu’il apparaît. Jamais institué en prieuré, il appartient, lui et les moulins qu’il abritait, aux dépendances du proche prieuré de la Magdeleine sis à Orléans même de l’autre côté de la Loire. Françoise Absolu donne le liste des vestiges de la chapelle Saint Julien dont on peut encore retrouver la trace dans une maison contemporaine,.

## De la disparition définitive de l'ordre
L'ordre de Fontevraud fut supprimé avec tous les autres ordres réguliers par l'Assemblée nationale le 13 février 1790. Si l’abbaye de Fontevraud allait connaître une transformation en prison qui, paradoxalement, allait assurer la pérennité de ses bâtiments.
Un si grand corps ne pouvait disparaître définitivement sans laisser des traces - souvent importantes- ici et là. 

### Des pierres
L'ordre de Fontevraud fut supprimé avec tous les autres ordres réguliers par l'Assemblée nationale le 13 février 1790 L’Abbaye de Fontevraud allait connaître une transformation en prison ce qui allait paradoxalement assurer sur le long terme la pérennité de ses bâtiments après la mise à sac le 30 janvier 1793 de ses aménagements intérieurs.
Il n‘en fut pas de même pour ce qui apparut comme moins « rentable » ; les prieurés et leurs nombreuses dépendances furent ainsi vendus à des particuliers. Ainsi disparurent souvent une partie de leurs bâtiments.

### Des moniales et des moines
Trois moniales fontevristes allaient périr pendant la Terreur :
- Marie-Eléonore Ouvrard-Martigny de Nazelles condamnée à mort le 2 nivôse an II par la commission militaire de Saumur et guillotinée le 22 décembre 1793 ;
- Marcelle Aimée de James (prieuré de Lencloître) condamnée à mort comme fanatique et conspiratrice par le Tribunal révolutionnaire de Paris, le 28 ventôse an II (18 mars 1794) et guillotinée le même jour[DOMF 14].
- Jeanne Vanime, condamnée à mort comme contre-révolutionnaire le 21 nivôse an II (10 janvier 1794) par la commission militaire de Port-Malo (35400 Saint-Malo).

### De la résurrection temporaire de l’Ordre
La disparition de l'Ordre de Fontevraud ne se révéla pas, pour autant, définitive puisque des résurgences de cet ordre, limitées il est vrai à sa branche féminine, se manifestèrent en divers lieux (Boulaur, Brioude, Chemillé et aussi brièvement en Espagne.
Une communauté religieuse s’étant reformée, Boulaur fût reconnu prieuré fontevriste par l’Ordonnance royale du 13 mai 1847. Puis le 5 septembre 1849, les Supérieures des trois prieurés fontevristes, Marie Giraud pour Chemillé, Marie Carcanaygue pour Boulaur, Virginie Faure pour Brioude) se réunirent en ce dernier lieu afin d’unifier l’observance.
La véritable fin de l’Ordre de Fontevraud doit être datée du 4 mars 1956, qui vit les Fontevristes de Chemillé intégrer la congrégation missionnaire de Vanves avant qu’elles ne gagnent en 1959, Martigné-Briand (Anjou), où elles ouvrent une hôtellerie. Point d’orgue et point final de l’expérience fontevriste, le 18 septembre 1963 a lieu la translation des restes des religieuses fontevristes et de leurs aumôniers de Chemillé à Martigné-Briand où elles reposent désormais.

## De la pérennité matérielle de l'ordre de Fontevraud assurée par les restaurations des bâtiments abbatiaux
Nombreux seraient les personnes qui devraient être citées dans ces lignes, nous privilégierons ceux à qui une notice a été consacrée dans le bulletin de l'APF. . Parmi les restaurateurs qui ont œuvré à cette restauration, citons François-Charles-James Conservateur des Monuments historiques en Pays de la Loire nommé en 1982.

## Des organismes consacrés à l'étude de l'ordre de Fontevraud
Il est certain que cet ordre a été beaucoup moins étudié que ses homologues dont la liste figure ci-après :
- Ordre de Saint-Benoît ;
- Ordre des Chartreux ;
- Ordre cistercien ;
- Ordre cistercien de la stricte observance - Trappiste ;
- Ordre des Prêcheurs - Dominicains.

On ne sait les causes de ce désintérêt à l’égard d’un ordre, certes moins nombreux numériquement que ses homologues, mais dont le prestige sous l’Ancien Régime était pourtant certain. L’origine royale (cinq abbesses de la famille des Bourbons sur environ deux siècles), ou à tout le moins d’une haute noblesse d’un certain nombre de ses abbesses ainsi que l’étendue de ses possessions y est certainement pour beaucoup. Rappelons le proverbe : Partout, qu'il pleuve ou qu'il vente, l'abbesse de Fontevraud a rente.
Pour autant, l’originalité de son fondateur (accusation de syneisaktisme) jointe à la première place réservée aux moniales dans l’ordre qu’il fonda est peut-être pour quelque chose dans cette relative faiblesse, faiblesse d’ailleurs plus jadis que maintenant (voir les études du professeur Bienvenu et du professeur Jacques Dalarun).
Des « Centres d’études fontevristes » au sens large existent ainsi que de très nombreuses analyses traitant d'un prieuré donné.

### Association des prieurés fontevristes (APF), fondée le 6 août 2012
L'APF publie deux fois par an le résultat de ses études dans de forts livrets présentant de plus depuis le No 2 des « Fiches » très synthétiques sur les prieurés. Elle a aussi organisé les 29 et 30 avril 2017 un voyage dans le Lot-et-Garonne et dans le Gers. Lors de ce voyage les " fontevristes" ont ainsi pu admirer les anciens prieurés de Cadouin, Cadouin un temps fontevriste (Dordogne), de Fongrave, Vopillon (Gers), et Boulaur Gers).

### Site de Joelle Gautier-Ernoul
Ce site en cours d'élaboration a commencé l'analyse successive des prieurés situés en France, ceux situés à l'étranger ainsi que la vie de Robert d'Arbrissel. S'agissant des prieurés sont en principe abordés successivement I Les sources manuscrites, II La bibliographie, III L'histoire du prieuré, siècle après siècle, sans arrêter l'analyse à la Révolution. S'agissant du prieuré de Guesnes (86420), par exemple, la riche documentation réunie a permis de donner aussi la liste des prieurs; celle des visiteurs de la province de Bretagne, à laquelle appartenait ce prieuré, celle des Confesseurs et celle des prieures, sous-prieures et moniales. Il s'y trouve aussi la liste des sœurs chargées d'une administration spécifique dans le prieuré, etc.

### Blog dictionnaire de l’ordre monastique de Fontevraud (fondé le 14 mai 2011)
Une des grandes originalités de ce blog qui ne prétend pas rivaliser avec les études scientifiques présentées supra est de servir de caisse de résonance aux études fontevristes conduites ici ou là.

### Le comité d’histoire fontevriste
En 1992, Olivier Guichard, président du Centre culturel de l'Ouest – abrité dans l'abbaye royale – annonce la naissance du comité d'histoire fontevriste. Celui-ci a publié de 1992 à 2000 cinq élégants livrets de 70 à 100 pages traitant préférentiellement de l'abbaye royale, de ses fondateurs et de ses abbesses mais aussi de la vie de l'Ordre et des études dont il avait pu avoir connaissance même sans les avoir diligentées.

### Colloque des 25 et 26 septembre 2015
Ce colloque était organisé en l'abbaye royale par le CESM (Centre d'études supérieures sur la civilisation médiévale de Poitiers). Il était organisé en trois sessions ; Session 1 : Fontevraud et ses sources, Session 2 : Fontevraud et ses prieurés, Session 3 : Le monde de Fontevraud.

### Autres sources de documentation consacrée aux prieurés fontevristes
Il est arrivé que certains prieurés entendent mettre à la disposition de tous le fruit des recherches historiques qu'ils ont conduites en prenant pour champ d'études le prieuré dont ils assument la charge, et ce par le biais de Pages Facebook notamment.

## Le recours à certaines des sciences auxiliaires de l’histoire
On aura recours plus particulièrement à plusieurs d'entre elles :

### L'archivistique
L'archivistique est la discipline relative aux principes et aux techniques relatifs à la gestion des archives. Elle relève à la fois des sciences auxiliaires de l'histoire et des sciences de l'information et des bibliothèques. Plus spécialement dotées pour les XVIIe et XVIIe siècles, les archives des prieurés dressent un tableau vivant de la vie des moniales.
Archives départementales de la Charente :
H-LI. Prieuré de Tusson (16140) ; Administration des biens (1714-1790). . 
Archives départementales de la Vienne :
186H/2. Prieuré de Montazay (86400) . Administration intérieure ; 1564-1770 
2H1à5.Prieuré de Guesnes (86420). Abbaye et Couvents de femmes . XVIe-XVIIIe (127 liasses)
2H1à5.Prieuré de Lencloître (86140) Abbaye et Couvents de femmes . XVIe-XVIIIe (127 liasses)
2H1à5.Prieuré de La Puye (86260). Abbaye et Couvents de femmes . XVIe-XVIIIe (127 liasses)
2H1à5.Prieuré de Villesalem (86290). Abbaye et Couvents de femmes . XVIe-XVIIIe (127 liasses)
Archives départementales de Maine-et-Loire :
Elles abritent, la proximité relative de l'Abbaye royale aidant, d'importantes archives fontevristes (6 mètres linéaires) avec de nombreuses notes qui ont été prises par Alfred Jubien, Avocat à Angers, qui concernent essentiellement les prieurés de l’Ordre de Fontevraud 
236H/2 Prieuré de Villesalem (86290. Journet). Administration intérieure ; 1534-1771 
Le musée de l’Histoire de France aux Archives nationales a ainsi accueilli, du 13 mars au 18 mai 1992, une exposition intitulée «Trésor des chartes de l’abbaye royale de Fontevraud ».

### La généalogie
La généalogie ou l'étude des liens de parenté se rencontre à d’assez nombreuses occasions :
Elle l’est d’abord, même si ce n’est pas l’objet principal de cette page, dans l'histoire des Abbesses. La liste des abbesses de l'abbaye de Fontevraud indique ainsi que Louise-Françoise de Rochechouart de Mortemart (1664 † 1742) était la nièce de la précédente Abbesse Marie-Madeleine-Gabrielle de Rochechouart de Mortemart (1645 † 1704) dite la reine des abbesses. Quant à Julie-Sophie-Gillette de Pardaillan de Gondrin de Montespan d'Antin, dernière abbesse de l'ordre, elle était l'arrière-arrière-petite-nièce de la même reine des abbesses.
La généalogie se rencontre ensuite dans les lignes qui suivent même si elles traitent d’abord de l’Abbaye royale de Fontevraud, et pas seulement d’un prieuré . Tel est le cas de la moniale feuillantine Antoinette d’Orléans-Longueville nièce d’Eléonore de Bourbon, abbesse de Fontevraud que celle-ci aurait bien voulu voir lui succéder.
Or celle-ci n’accepta à contre cœur que d’exercer les fonctions de Grande Prieure auprès de sa tante avant de quitter l’abbaye et l’Ordre qu’elle n’arrivait pas à réformer pour se retirer au prieuré fontevriste de Lencloître. Sous son impulsion et avec l’aide du père Joseph, capucin, la communauté de Lencloître s’accroît rapidement pour donner naissance à Poitiers en 1617 à un nouvel ordre monastique : la Congrégation des filles du calvaire dite aussi : « les Calvairiennes ».
La généalogie se rencontre aussi dans l'histoire des prieurés. Elle permet également de connaître que Marie de Champagne, religieuse au prieuré du Charme en 1162, avant d’être nommée abbesse de Fontevraud avait eu d’Eudes II dont elle était veuve, plusieurs enfants dont Alix, moniale fontevriste.

### La gnomonique
La gnomonique qui est la science des cadrans solaires apporte aussi sa pierre à l'étude des prieurés fontevristes . Celui de Longefont (36800 Oulches) donne à voir un « monument de pierre portant les traces encore bien visibles d'un cadran solaire multiple ». La règle de l’Ordre imprimée en 1642 nous apprend au Chapitre XXXXVI « de l’office de la sacristaine » que chez les fontevristes, la sacristine, moniale cloîtrée était chargée de sonner les heures des offices et de compasser (c’est-à-dire ajuster) ces heures selon les temps (tout au long de l’année selon la durée des jours au cours des saisons) ce qui serait incompatible avec une installation du cadran hors clôture.
Quant au prieuré de la Chaise-Dieu-du-Theil (Chéronvilliers 27250), c'est sur un mur extérieur donnant sur la rue que le cadran solaire se situe.

### L'héraldique
L'héraldique qui est la science des armoiries apporte aussi sa pierre à l'histoire fontevriste. Les armoiries des Abbesses Anne d'Orléans, Louise de Bourbon et celles d'Hugues VI de Bauçay se retrouvent ainsi sur les murs subistants du prieuré de Guesnes (86420). Les armoiries anciennes de la commune de Belhommert-Guéhouville (28240) témoignaient à merveille de l'existence d'un prieuré fontevriste en ce lieu et en voici le blasonnement tel qu'il a été établi en 1696 par d’Hozier, généalogiste du Roi, « D’Azur à un crucifix d’or, adextré de la Ste Vierge et senestré de Saint-Jean l’Evangéliste, le tout d’or ». Les nouvelles armoiries (1984) ne donnent plus à voir s'agissant du prieuré que son porche c’est-à-dire l’entrée principale de l’enceinte du prieuré.
Quant à Marcelle Aimée de James guillotinée sous la terreur, moniale au prieuré fontevriste de Lencloître-en-Gironde (86140), ses armoiries témoignent encore aujourd'hui de son existence.

### L'odonymie
L'Odonymie qui est la science de l’étude des odonymes, parfois aussi écrits hodonymes, noms propres désignant une voie de communication, trouve dans l’ordre de Fontevraud un champ d’application privilégié tant en ce qui concerne son implantation, les références à certaines de ses composantes, son fondateur, ses moniales. Nous rattacherons pour ordre à cette rubrique les panneaux de jalonnement Monument historique et des sites ainsi que les indications touristiques.
S'agissant de son implantation : l'Abbaye de Fontevraud.

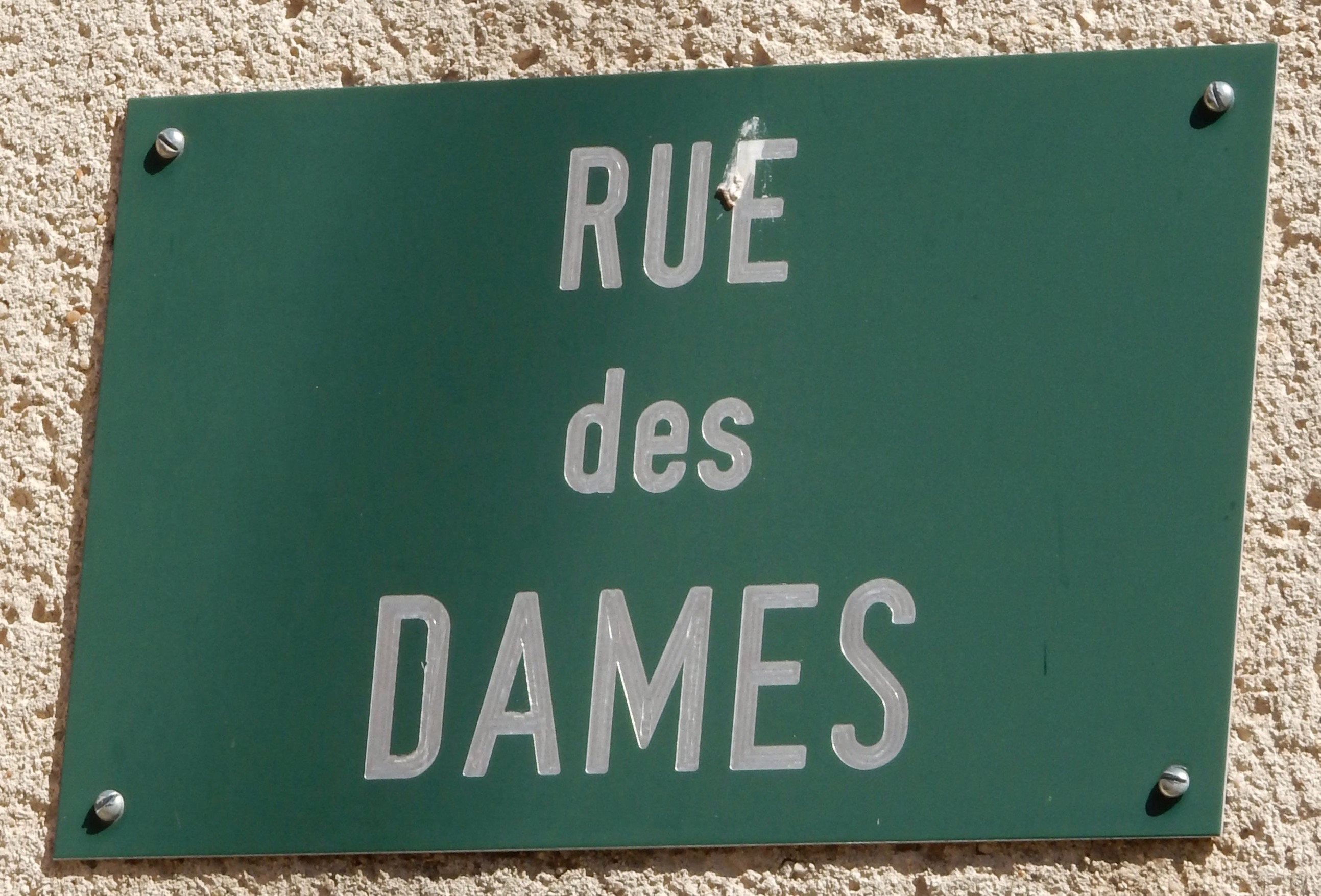
Présence fontevriste au cœur du bourg d'Esteil

S'agissant des références à certaines de ses composantes : 
- Rue Saint Jean de l'Habit
- Rue Saint Lazare
- Rue du logis Bourbon
- Couvent de la Madeleine

S'agissant de son fondateur Robert d'Arbrissel : L’ancienne commune d’Arbrissel dans le département d’Ille-et-Villaine, actuel archidiocèse de Rennes aujourd’hui englobée dans l’intercommunalité Roche aux Fées Communauté ce qui est peut être dommage si l’on veut bien se souvenir que le fondateur de l’ordre de Fontevraud est justement connu sous le nom de son village d’origine. On peut notamment citer :
- Boulevard Robert d'Arbrissel à Angers, à Rennes et à Sainte-Gemmes-sur-Loire
- Place Robert d'Arbrissel à Lencloître et à Martigné-Briand
- Rue Robert d'Arbrissel à Chemillé et à Abbaye de Fontevraud
- Le Lycée agricole Robert d’Arbrissel ainsi nommé depuis 1988[78]
- Circuit de randonnée Robert d’Arbrissel.

S'agissant de la ville de Fontevraud-l'Abbaye (écrite parfois avec une orthographe plus ancienne : Fontevraud-l'Abbaye),
- Rue de Fontevrault à Cholet, La Flèche, Saumur et Roiffé
- Route de Fontevraud à Saumur.

S'agissant de ses moniales, les Dames de Fontevraud. Même si cette appellation de « Dames » n’est pas exclusive à l’Ordre de Fontevraud ainsi qu’en témoignent les lignes suivantes :
- L’abbaye de Saint-Pierre-les-Nonnains de Lyon connue aussi sous le nom d'abbaye des Dames de Saint-Pierre. Des nonains entre Saône et Loire.
- L’abbaye aux Dames de Saintes Des nonains non loin de la Charente
- L’Ordre des Pauvres Dames ou l’ordre des Clarisses

Les moniales de L'ordre de Fontevraud étaient, elles aussi connues sous le nom de « dames » ce dont témoigne encore non loin d'un passage vouté sis derrière l'église du prieuré d’Esteil une plaque portant la mention « rue des Dames » (de Fontevraud).

### La pathographie
La pathographie est une branche de la paléopathologie qui s'intéresse, comme elle, à l'étude médicale de restes humains anciens mais dans les rares cas de sujets où l'on dispose de quelques connaissances biographiques ou d'un portrait.
La pathographie appliquée plus particulièrement aux célébrités donne lieu à des colloques internationaux dont celui tenu à Loches, France les 6 et 8 avril 2007 au cours duquel le samedi 7 avril 2007 de 10h10 – 10h30 Blanchard P., Kacki S., Rouquet J. s'exprimèrent sur Découverte exceptionnelle dans le prieuré fontevriste de La Madeleine à Orléans : la sépulture de (l'Abbesse) Marie de Bretagne ,

### La sigillographie
La sigillographie parfois aussi nommée, synonyme vieilli, sphragistique est la discipline qui a pour objet l’étude des Sceaux, marque personnelle ou institutionnelle, sur de la cire fondue permettant l’identification et l’authentification de celui qui l’apposé. Il doit être signalé la grande richesse de la collection de sceaux du Chartrier du prieuré fontevriste de Foissy (commune de Saint-Parres–aux-Tertres 10410) Celle-ci, riche, à la suite des confiscations révolutionnaires, de 48 empreintes de sceaux et de 28 empreintes de contre-sceaux, est conservée aux archives départementales de l’Aube.

### La toponymie
L'expérience fontevriste ne pouvait manquer, rien qu’à raison de sa durée (1101- Révolution française), de laisser des traces dans le paysage français. L’on ne s’étonnera donc pas d’en trouver des souvenirs en rapport avec quelques-unes de ses différentes implantations. Sans revenir naturellement sur ce qui concerne la sciences des noms de rues, places et autres voies de communication qui a été traité dans le paragraphe consacré à l’Odonymie.
Nous mentionnerons seulement pour mémoire, entre beaucoup d’exemples, les références dans le parcellaire à :
- L’Abbaye royale de Fontevraud en Anjou[82].
- L'Abbaye royale Notre-Dame de Fontevraud, ainsi qu’à certaines de ses composantes :
  - Infirmeries Saint- Benoît[83]
  - Le prieuré Saint Lazare
  - le prieuré de la Madeleine[84]
- Aux prieurés :
  - Prieuré fontevriste de Boubon dans la Marche[85],[86]
  - Prieuré fontevriste de Fongrave en Lot-et-Garonne[87],[88]
  - Prieuré fontevristes de Guesnes en Poitou[89]
  - Prieuré fontevristes de Lencloître en Poitou[90]
  - Prieuré fontevriste de Sainte-Croix-Volvestre en Ariège[91]
- Aux implantations religieuses. Paroisse du Bienheureux Robert d'Arbrissel à Retiers[92]

## Jetons touristiques et produits philatéliques en rapport avec l’Ordre de Fontevraud

### Jetons touristiques ou Médailles touristiques et événementielles
- Fontevraud - Les cuisines[93]
  - Thème de l’avers : Les cuisines de l’Abbaye avec l'inscription "Abbaye royale de Fontevraud / Maine-et-Loire".
  - Thème du revers : Inscription Monnaie de Paris surmontée de la silhouette monnaie de Paris ; Inscription gravée tout autour de la pièce : "Collection nationale / Médaille officielle"

- Fontevraud – Abbaye Royale 1998 – 2003[94]
  - Cupro-nickel Aluminium (2003) ; Diamêtre 34,10 mm. Epaisseur 2,60 mm ; Poids 16 grammes. Forme ronde. Tranche striée.
  - Thème de l’avers : Vue cavalière de l’abbaye royale prise d’un point haut. Inscription : "ABBAYE ROYALE/DE FONTEVRAUD"
  - Thème du revers : Silhouette de la Monnaie de Paris.
  - Parution / Extinction. 1997 / 2007

- Fontevraud - Abbaye Royale- Richard Cœur de Lion – 2006[95]
  - Thème de l’avers : Vue à mi-corps du Gisant du Roi Richard Cœur de Lion avec la tête à dextre. Inscription gravée tout autour « ABBAYE ROYALE DE FONTEVRAUD / RICHARD CŒUR DE LION »
  - Thème du revers : Deux bâtons de maréchaux posés en sautoir auxquels est accroché l’insigne de la Légion d’Honneur . Inscription gravée tout autour : TRESORS DE FRANCE/ARTHUS BERTRAND

- Fontevraud - Abbaye Royale – 2007-2018 Le chevet[96]
  - Thème de l’avers : Le chevet de l’Abbaye royale inscription gravée tout autour « Abbaye royale de Fontevraud - Fondée en 1101 »
  - Thème du revers : Inscription Monnaie de Paris surmontée de la silhouette de la Monnaie de Paris

- Fontevraud - Abbaye royale - 2011 – Aliénor d'Aquitaine[97]
  - Thème de l’avers : Vue à mi-corps du Gisant de la reine Aliénor d’Aquitaine la tête à senestre avec tout autour l’inscription « Abbaye de Fontevraud / Aliénor d’Aquitaine

- Fontevraud - Abbaye royaleE - Cloître Du Grand Moutier 2018[98]
  - Thème de l’avers : Vue de l'aile du cloître donnant accès à la salle capitulaire ; aile surmontée du clocher de l’Abbatiale
  - Thème du revers : Silhouette des toits de l’Abbatiale

### Produits philatéliques
- Timbre de 1978. Vue de la façade Nord de l’Abbatiale Sainte-Marie Abbaye de Fontevraud – France. Valeur faciale : 1,70 F[99].
- Carte premier jour de l’Abbaye de Fontevraud[100]
- Aliénor d’Aquitaine ; V. 1122 -1204. France. Valeur faciale : 0,50 €. Parution en 2004[101].